# Berberis dictyophylla
Berberis dictyophylla là một loài thực vật có hoa trong họ Hoàng mộc. Loài này được Franch. mô tả khoa học đầu tiên năm 1889.